# Órbita de Kepler

Una órbita elíptica de Kepler con una excentricidad de 0,7, una órbita parabólica de Kepler y una órbita de Kepler hiperbólica con una excentricidad de 1,3. La distancia al punto foca es una función del ángulo polar relativo a la línea horizontal según lo dado por la ecuación ((13))

En mecánica celeste, una órbita de Kepler (o también una órbita kepleriana) es la trayectoria de un cuerpo respecto a otro describiendo una elipse, parábola o hipérbola, inscritas en un plano orbital bidimensional en un espacio tridimensional (una órbita de Kepler también puede ser una trayectoria recta). En su cálculo solo se considera la atracción gravitacional puntual de dos cuerpos, despreciando las perturbaciones debidas a las interacciones gravitatorias con otros objetos, el arrastre atmosférico, la presión de radiación o que el cuerpo central no sea esférico entre otras simplificaciones. Se dice que es la solución de un caso especial del problema de los dos cuerpos, conocido como problema de Kepler. Como teoría en mecánica clásica, tampoco tiene en cuenta los efectos de la relatividad general. Las órbitas de Kepler pueden ser parametrizadas en seis elementos orbitales de varias maneras.
En la mayoría de las aplicaciones, se considera un gran cuerpo central, cuyo centro de masa se supone que es el centro de masas de todo el sistema. Por descomposición, las órbitas de dos objetos de masa similar se pueden describir como órbitas de Kepler alrededor de su centro de masas común, es decir, respecto a su baricentro.

## Introducción
Desde tiempos antiguos hasta los siglos XVI y XVII, se creía que los movimientos de los planetas seguían caminos geocéntricos perfectamente circulares, tal como los enseñaban los antiguos filósofos griegos Aristóteles y Claudio Ptolomeo. Las variaciones en los movimientos de los planetas se explicaron mediante movimientos circulares más pequeños superpuestos sobre la trayectoria principal (véase epiciclo). A medida que las mediciones de los planetas se volvieron cada vez más precisas, se propusieron revisiones de la teoría. En 1543, Nicolás Copérnico publicó un modelo heliocéntrico del sistema solar, aunque todavía creía que los planetas viajaban en trayectorias perfectamente circulares centradas en el sol.

### Johannes Kepler
En 1601, Johannes Kepler dispuso de las exhaustivas y meticulosas observaciones de los planetas hechas por Tycho Brahe. Kepler pasaría los cinco años siguientes tratando de ajustar las observaciones del planeta Marte a varias curvas, y en 1609 publicó las dos primeras de sus tres leyes del movimiento planetario. La primera ley establece:
"La órbita de todos los planetas es una elipse con el sol en uno de sus focos".
De manera más general, la ruta de un objeto sometido a movimiento kepleriano también puede seguir un parábola o un hipérbola, que, junto con las elipses, pertenecen a un grupo de curvas conocido como cónicas. Matemáticamente, la distancia entre un cuerpo central y un cuerpo en órbita se puede expresar como:
{\displaystyle r(\theta )={\frac {a(1-e^{2})}{1+e\cos(\theta )}}}
dónde:
- {\displaystyle r} es la distancia
- {\displaystyle a} es el semieje mayor, que define el tamaño de la órbita
- {\displaystyle e} es la excentricidad, que define la forma de la órbita
- {\displaystyle \theta } es la anomalía verdadera, que es el ángulo entre la posición actual del objeto en órbita y la ubicación en la órbita en la que está más cerca del cuerpo central (llamada ápside), de acuerdo con la figura anterior.

Alternativamente, la ecuación se puede expresar como:
{\displaystyle r(\theta )={\frac {p}{1+e\cos(\theta )}}}
Donde {\displaystyle p} se llama semi anchura recta de la curva. Esta forma de la ecuación es particularmente útil cuando se trata de trayectorias parabólicas, para las cuales el semieje mayor es infinito.
Pese a desarrollar estas leyes a partir de las observaciones, Kepler nunca pudo idear una teoría física capaz de explicar estos movimientos.

### Isaac Newton
Entre 1665 y 1666, Isaac Newton desarrolló varios conceptos relacionados con el movimiento, la gravitación y el cálculo diferencial. Sin embargo, estos conceptos no se publicaron hasta 1687 en los Principia, en los que describió sus leyes del movimiento y su ley de gravitación universal. La segunda de sus tres leyes del movimiento dice:

La aceleración de un cuerpo es paralela y directamente proporcional a la red fuerza que actúa sobre el cuerpo, se sitúa en la dirección de la fuerza neta, y es inversamente proporcional a la masa del cuerpo:
{\displaystyle \mathbf {F} =m\mathbf {a} =m{\frac {d^{2}\mathbf {r} }{dt^{2}}}}
Donde:
- {\displaystyle \mathbf {F} } es el vector de la fuerza
- {\displaystyle m} es la masa del cuerpo sobre la que está actuando la fuerza
- {\displaystyle \mathbf {a} } es el vector de la aceleración, la segunda derivada respecto al tiempo del vector de posición {\displaystyle \mathbf {r} }

Estrictamente hablando, esta forma de la ecuación solo se aplica a un objeto de masa constante, y su validez está ligada a los supuestos simplificadores hechos a continuación.

Ley de Newton de la gravitación universal: una masa puntual m_{1} atrae a otra masa puntual m_{2} con una fuerza F_{2} que es proporcional al producto de las dos masas e inversamente proporcional al cuadrado de la distancia (r) entre ellas. Independientemente de las masas o la distancia, las magnitudes de F_{1} y F_{2} siempre serán iguales y de signo contrario. G es la constante de gravitación universal.

La ley de gravitación de Newton dice:

Cada punto material atrae a cada otra masa puntual ejerciendo una fuerza dirigida según la recta que pasa por ambos puntos. La fuerza es proporcional al producto de las dos masas e inversamente proporcional al cuadrado de la distancia entre las masas puntuales:
{\displaystyle F=G{\frac {m_{1}m_{2}}{r^{2}}}}
donde:
- {\displaystyle F} es la magnitud de la fuerza gravitacional entre las dos masas puntuales
- {\displaystyle G} es la constante de gravitación universal
- {\displaystyle m_{1}} es la masa del primer punto material
- {\displaystyle m_{2}} es la masa del segundo punto material
- {\displaystyle r} es la distancia entre las dos masas puntuales

A partir de las leyes del movimiento y la ley de la gravitación universal, Newton pudo deducir las leyes de Kepler, demostrando la coherencia entre la observación y la teoría. Las leyes de Kepler y Newton formaron la base de la mecánica celeste moderna hasta que Albert Einstein introdujo los conceptos de relatividad especial y general a principios del siglo XX. Para la mayoría de las aplicaciones, el movimiento de Kepler se aproxima a los movimientos de los planetas y los satélites con un grado relativamente alto de precisión y se usa ampliamente en astronomía y astrodinámica.

## Simplificación del problema de los dos cuerpos
Para resolver el movimiento de un objeto en un sistema de dos cuerpos, se pueden hacer dos suposiciones simplificadoras:
1. Los cuerpos son esféricamente simétricos y pueden tratarse como masas puntuales.
2. No hay fuerzas externas o internas que actúen sobre los cuerpos aparte de su gravitación mutua.
Las formas de los grandes cuerpos celestes están cerca de las esferas. Por simetría, la fuerza gravitacional neta que atrae un punto de masa hacia una esfera homogénea debe dirigirse hacia su centro. El teorema de la capa esférica (también probado por Isaac Newton) establece que la magnitud de esta fuerza es la misma que si toda la masa estuviera concentrada en el centro de la esfera, incluso si la densidad de la esfera varía con la profundidad (como ocurre con la mayoría de los cuerpos celestes). De esto se desprende inmediatamente que la atracción entre dos esferas homogéneas es como si ambas tuvieran su masa concentrada en su centro.
Los objetos más pequeños, como asteroides o naves espaciales a menudo tienen una forma que se desvía fuertemente de una esfera. Pero las fuerzas gravitacionales producidas por estas irregularidades son generalmente pequeñas en comparación con la gravedad del cuerpo central. La diferencia entre una forma irregular y una esfera perfecta también disminuye con las distancias, y la mayoría de las distancias orbitales son muy grandes en comparación con el diámetro de un pequeño cuerpo en órbita. Por lo tanto, para algunas aplicaciones, la irregularidad de la forma puede despreciarse sin un impacto significativo en la precisión.
Los planetas giran a velocidades variables y, por lo tanto, pueden adoptar una forma ligeramente oblonga debido a la fuerza centrífuga. Con cuerpos muy oblongos, la atracción gravitatoria se desviará un poco de la de una esfera homogénea. Este fenómeno es bastante notable para los satélites artificiales de la Tierra, especialmente aquellos en órbitas bajas. A distancias mayores, el efecto de este achatamiento se vuelve insignificante. Los movimientos planetarios en el Sistema Solar se pueden calcular con suficiente precisión si se tratan como masas puntuales.
Dos objetos puntuales con masas {\displaystyle m_{1}} y {\displaystyle m_{2}} y vectores de posición {\displaystyle \mathbf {r} _{1}} y {\displaystyle \mathbf {r} _{2}} en un sistema de referencia inercial, experimentan las siguientes fuerzas gravitacionales:
{\displaystyle m_{1}{\ddot {\mathbf {r} }}_{1}={\frac {-Gm_{1}m_{2}}{r^{2}}}\mathbf {\hat {r}} }
{\displaystyle m_{2}{\ddot {\mathbf {r} }}_{2}={\frac {Gm_{1}m_{2}}{r^{2}}}\mathbf {\hat {r}} }
donde {\displaystyle \mathbf {r} } es el vector de posición relativo de la masa 1 con respecto a la masa 2, expresado como:
{\displaystyle \mathbf {r} =\mathbf {r} _{1}-\mathbf {r} _{2}}
y {\displaystyle \mathbf {\hat {r}} } es el vector unitario en esa dirección y {\displaystyle r} es la longitud de ese vector.
Dividiendo por sus respectivas masas y restando la segunda ecuación de la primera, se obtiene la ecuación del movimiento para la aceleración del primer objeto con respecto al segundo:
| {\displaystyle {\ddot {\mathbf {r} }}=-{\frac {\mu }{r^{2}}}\mathbf {\hat {r}} } | \| \| \| \| \| \| \| \| | (1) |
|                                                                                  |                         |     |
|                                                                                  |                         |     |

En muchas aplicaciones, se puede hacer una tercera suposición simplificadora:
3. Cuando se compara con el cuerpo central, la masa del cuerpo en órbita es insignificante. Matemáticamente, m1 >> m2, y por lo tanto μ = G (m1 + m2)≈Gm1.
Esta suposición no es necesaria para resolver el problema de los dos cuerpos, pero simplifica los cálculos, particularmente con los satélites que orbitan la Tierra y los planetas que giran alrededor del sol. Incluso la masa de Júpiter es inferior a la del sol en un factor de 1047, lo que constituiría un error del 0,096% en el valor de μ. Excepciones notables incluyen el sistema Tierra-Luna (proporción de masa de 81,3), el sistema de Plutón-Caronte (relación de masa de 8,9) y los sistemas de estrellas binarias.
Bajo estas suposiciones, la ecuación diferencial para el caso de los dos cuerpos se puede resolver matemáticamente por completo y la órbita resultante, que sigue las leyes del movimiento planetario de Kepler, se llama una "órbita de Kepler". Las órbitas de todos los planetas se pueden calcular con alta precisión mediante órbitas de Kepler alrededor del Sol. Las pequeñas desviaciones se deben a las atracciones gravitacionales mucho más débiles entre los planetas, y en el caso de Mercurio, debido a la relatividad general. Las órbitas de los satélites artificiales alrededor de la Tierra son, con una aproximación razonable, órbitas de Kepler con pequeñas perturbaciones debido a la atracción gravitacional del sol, la luna y el achatamiento de la Tierra. En aplicaciones de alta precisión para las cuales la ecuación de movimiento debe integrarse numéricamente con todas las fuerzas gravitacionales y no gravitatorias (como la presión de radiación y el arrastre atmosférico) que se tienen en cuenta, los conceptos de órbita de Kepler son de suma importancia y muy utilizados.

### Elementos Keplerianos

Elementos orbitales Keplerianos

Vale la pena mencionar que cualquier trayectoria kepleriana se puede definir mediante seis parámetros. El movimiento de un objeto que se mueve en el espacio tridimensional se caracteriza por un vector de posición y un vector de velocidad. Cada vector tiene tres componentes, por lo que el número total de valores necesarios para definir una trayectoria a través del espacio es seis. Una órbita generalmente está definida por seis elementos (conocidos como "elementos keplerianos") que se pueden calcular a partir de su posición y su velocidad, tres de los cuales ya se han discutido. Estos elementos son convenientes ya que de los seis, cinco son inmutables para una órbita imperturbable (en un marcado contraste con dos vectores en constante cambio). La ubicación futura de un objeto dentro de su órbita puede predecirse y su nueva posición y velocidad pueden obtenerse fácilmente a partir de los elementos orbitales.
Dos definen el tamaño y la forma de la trayectoria:
- Semieje mayor ({\displaystyle a\,\!})
- Excentricidad ({\displaystyle e\,\!})

Tres definen la orientación del plano orbital:
- Inclinación orbital ({\displaystyle i\,\!}) define el ángulo entre el plano orbital y el plano de referencia.
- Longitud del nodo ascendente ({\displaystyle \Omega \,\!}) define el ángulo entre la dirección de referencia y el cruce hacia arriba de la órbita con el plano de referencia (el nodo ascendente).
- Argumento del periastro ({\displaystyle \omega \,\!}) define el ángulo entre el nodo ascendente y la periapsis.

Y finalmente:
- Anomalía verdadera ({\displaystyle \nu }) define la posición del cuerpo en órbita en la trayectoria, medida desde la periapsis. Se pueden usar varios valores alternativos en lugar de anomalías verdaderas, siendo los más comunes la anomalía media {\displaystyle M} y el tiempo transcurrido desde la periapsis {\displaystyle T}.

Debido a que {\displaystyle i}, {\displaystyle \Omega } y {\displaystyle \omega } son simplemente medidas angulares que definen la orientación de la trayectoria en el marco de referencia, no son estrictamente necesarias cuando se discute el movimiento del objeto dentro del plano orbital. Se han mencionado aquí para completar la visión astronómica del problema, pero no se requieren para las demostraciones que figuran a continuación.

## Solución matemática de la ecuación diferencial (1)
Para el movimiento bajo cualquier fuerza central, es decir, una fuerza paralela a r, el momento angular relativo específico {\displaystyle \mathbf {H} =\mathbf {r} \times {\dot {\mathbf {r} }}} se mantiene constante: 

{\displaystyle {\dot {\mathbf {H} }}={\frac {d}{dt}}\left(\mathbf {r} \times {\dot {\mathbf {r} }}\right)={\dot {\mathbf {r} }}\times {\dot {\mathbf {r} }}+\mathbf {r} \times {\ddot {\mathbf {r} }}=\mathbf {0} +\mathbf {0} =\mathbf {0} }

Como el producto vectorial del vector de posición y su velocidad permanece constante, deben estar en el mismo plano, ortogonal a {\displaystyle \mathbf {H} }. Esto implica que la función que determina la orientación del vector es una curva plana.
Debido a que la ecuación tiene simetría alrededor de su origen, es más fácil de resolver en coordenadas polares. Sin embargo, es importante tener en cuenta que la ecuación (1) se refiere a la aceleración lineal {\displaystyle \left({\ddot {\mathbf {r} }}\right)}, a diferencia de la aceleración angular {\displaystyle \left({\ddot {\theta }}\right)} o radial {\displaystyle \left({\ddot {r}}\right)}. Por lo tanto, hay que ser cauteloso al transformar la ecuación.
A partir de un sistema de coordenadas cartesianas {\displaystyle ({\hat {\mathbf {x} }}\ ,\ {\hat {\mathbf {y} }})} y de  vectores unitarios polares {\displaystyle ({\hat {\mathbf {r} }}\ ,\ {\hat {\boldsymbol {\theta }}})} en el plano ortogonal a {\displaystyle \mathbf {H} }:
{\displaystyle {\hat {\mathbf {r} }}=\cos(\theta ){\hat {\mathbf {x} }}+\sin(\theta ){\hat {\mathbf {y} }}}
{\displaystyle {\hat {\boldsymbol {\theta }}}=-\sin(\theta ){\hat {\mathbf {x} }}+\cos(\theta ){\hat {\mathbf {y} }}}
Ahora se puede reescribir la función vectorial {\displaystyle \mathbf {r} } y sus derivadas como: 

{\displaystyle \mathbf {r} =r(\cos \theta {\hat {\mathbf {x} }}+\sin \theta {\hat {\mathbf {y} }})=r{\hat {\mathbf {r} }}}
{\displaystyle {\dot {\mathbf {r} }}={\dot {r}}{\hat {\mathbf {r} }}+r{\dot {\theta }}{\hat {\boldsymbol {\theta }}}}
{\displaystyle {\ddot {\mathbf {r} }}=({\ddot {r}}-r{\dot {\theta }}^{2}){\hat {\mathbf {r} }}+(r{\ddot {\theta }}+2{\dot {r}}{\dot {\theta }}){\hat {\boldsymbol {\theta }}}}
(véase Coordenadas polares). Sustituyendo estos valores en (1), se tiene que:
{\displaystyle ({\ddot {r}}-r{\dot {\theta }}^{2}){\hat {\mathbf {r} }}+(r{\ddot {\theta }}+2{\dot {r}}{\dot {\theta }}){\hat {\boldsymbol {\theta }}}=\left(-{\frac {\mu }{r^{2}}}\right){\hat {\mathbf {r} }}+(0){\hat {\boldsymbol {\theta }}}}
de donde se obtiene la ecuación diferencial polar no ordinaria:
| {\displaystyle {\ddot {r}}-r{\dot {\theta }}^{2}=-{\frac {\mu }{r^{2}}}} | \| \| \| \| \| \| \| \| | (2) |
|                                                                          |                         |     |
|                                                                          |                         |     |

Para resolver esta ecuación, primero se deben eliminar todas las derivadas respecto al tiempo. Entonces:
{\displaystyle H=|\mathbf {r} \times {\dot {\mathbf {r} }}|=|(r\cos(\theta ),r\sin(\theta ),0)\times ({\dot {r}}\cos(\theta )-r\sin(\theta ){\dot {\theta }},{\dot {r}}\sin(\theta )+r\cos(\theta ){\dot {\theta }},0)|=|(0,0,r^{2}{\dot {\theta }})|=r^{2}{\dot {\theta }}}
| {\displaystyle {\dot {\theta }}={\frac {H}{r^{2}}}} | \| \| \| \| \| \| \| \| | (3) |
|                                                     |                         |     |
|                                                     |                         |     |

Tomando la derivada del tiempo de (3), se obtiene
| {\displaystyle {\ddot {\theta }}=-{\frac {2\cdot H\cdot {\dot {r}}}{r^{3}}}} | \| \| \| \| \| \| \| \| | (4) |
|                                                                              |                         |     |
|                                                                              |                         |     |

Las ecuaciones (3) y (4) permiten eliminar las derivadas respecto al tiempo de {\displaystyle \theta }. Para eliminar las derivadas de {\displaystyle r}, se debe usar la regla de la cadena para encontrar las sustituciones apropiadas:
| {\displaystyle {\dot {r}}={\frac {dr}{d\theta }}\cdot {\dot {\theta }}} | \| \| \| \| \| \| \| \| | (5) |
|                                                                         |                         |     |
|                                                                         |                         |     |

| {\displaystyle {\ddot {r}}={\frac {d^{2}r}{d\theta ^{2}}}\cdot {\dot {\theta }}^{2}+{\frac {dr}{d\theta }}\cdot {\ddot {\theta }}} | \| \| \| \| \| \| \| \| | (6) |
| |                         |     |
| |                         |     |

Con estas cuatro sustituciones, se pueden eliminar todas las derivadas respecto al tiempo en (2), produciendo una ecuación diferencial ordinaria para {\displaystyle r} en función de {\displaystyle \theta \,}.
{\displaystyle {\ddot {r}}-r{\dot {\theta }}^{2}=-{\frac {\mu }{r^{2}}}}
{\displaystyle {\frac {d^{2}r}{d\theta ^{2}}}\cdot {\dot {\theta }}^{2}+{\frac {dr}{d\theta }}\cdot {\ddot {\theta }}-r{\dot {\theta }}^{2}=-{\frac {\mu }{r^{2}}}}
{\displaystyle {\frac {d^{2}r}{d\theta ^{2}}}\cdot \left({\frac {H}{r^{2}}}\right)^{2}+{\frac {dr}{d\theta }}\cdot \left(-{\frac {2\cdot H\cdot {\dot {r}}}{r^{3}}}\right)-r\left({\frac {H}{r^{2}}}\right)^{2}=-{\frac {\mu }{r^{2}}}}
| {\displaystyle {\frac {H^{2}}{r^{4}}}\cdot \left({\frac {d^{2}r}{d\theta ^{2}}}-2\cdot {\frac {\left({\frac {dr}{d\theta }}\right)^{2}}{r}}-r\right)=-{\frac {\mu }{r^{2}}}} | \| \| \| \| \| \| \| \| | (7) |
| |                         |     |
| |                         |     |

La ecuación diferencial (7) se puede resolver analíticamente mediante la sustitución de variables
| {\displaystyle r={\frac {1}{s}}} | \| \| \| \| \| \| \| \| | (8) |
|                                  |                         |     |
|                                  |                         |     |

Usando la regla de la cadena para la diferenciación se obtiene:
| {\displaystyle {\frac {dr}{d\theta }}=-{\frac {1}{s^{2}}}\cdot {\frac {ds}{d\theta }}} | \| \| \| \| \| \| \| \| | (9) |
|                                                                                        |                         |     |
|                                                                                        |                         |     |

| {\displaystyle {\frac {d^{2}r}{d\theta ^{2}}}={\frac {2}{s^{3}}}\cdot \left({\frac {ds}{d\theta }}\right)^{2}-{\frac {1}{s^{2}}}\cdot {\frac {d^{2}s}{d\theta ^{2}}}} | \| \| \| \| \| \| \| \| | (10) |
| |                         |      |
| |                         |      |

Usando las expresiones (10) y (9) para {\displaystyle {\frac {d^{2}r}{d\theta ^{2}}}} y {\displaystyle {\frac {dr}{d\theta }}}
quedan las ecuacones
| {\displaystyle H^{2}\cdot \left({\frac {d^{2}s}{d\theta ^{2}}}+s\right)=\mu } | \| \| \| \| \| \| \| \| | (11) |
|                                                                               |                         |      |
|                                                                               |                         |      |

con la solución general
| {\displaystyle s={\frac {\mu }{H^{2}}}\cdot \left(1+e\cdot \cos(\theta -\theta _{0})\right)} | \| \| \| \| \| \| \| \| | (12) |
|                                                                                              |                         |      |
|                                                                                              |                         |      |

donde e y {\displaystyle \theta _{0}\,} son constantes de integración según los valores iniciales para s y {\displaystyle {\frac {ds}{d\theta }}}.
En lugar de utilizar explícitamente la constante de integración {\displaystyle \theta _{0}\,}, se introduce la convención de que los vectores unitarios {\displaystyle {\hat {x}}\ ,\ {\hat {y}}} que definen el sistema de coordenadas en el plano orbital se seleccionan de modo que {\displaystyle \theta _{0}\,} tome el valor cero y e sea positivo. Esto significa que {\displaystyle \theta \,} es cero en el punto donde {\displaystyle s} es máximo y, por lo tanto, {\displaystyle r={\frac {1}{s}}} es mínimo. Definir el parámetro p como {\displaystyle {\frac {H^{2}}{\mu }}} lleva a que
{\displaystyle r={\frac {1}{s}}={\frac {p}{1+e\cdot \cos \theta }}}

### Deducción alternativa
Otra forma de resolver esta ecuación sin el uso de ecuaciones diferenciales polares es la siguiente:
Se define un vector unitario {\displaystyle \mathbf {u} } tal que {\displaystyle \mathbf {r} =r\mathbf {u} } y {\displaystyle {\ddot {\mathbf {r} }}=-{\frac {\mu }{r^{2}}}\mathbf {u} }. Se sigue que
{\displaystyle \mathbf {H} =\mathbf {r} \times {\dot {\mathbf {r} }}=r\mathbf {u} \times {\frac {d}{dt}}(r\mathbf {u} )=r\mathbf {u} \times (r{\dot {\mathbf {u} }}+{\dot {r}}\mathbf {u} )=r^{2}(\mathbf {u} \times {\dot {\mathbf {u} }})+r{\dot {r}}(\mathbf {u} \times \mathbf {u} )=r^{2}\mathbf {u} \times {\dot {\mathbf {u} }}}
Ahora, considerando
{\displaystyle {\ddot {\mathbf {r} }}\times \mathbf {H} =-{\frac {\mu }{r^{2}}}\mathbf {u} \times (r^{2}\mathbf {u} \times {\dot {\mathbf {u} }})=-\mu \mathbf {u} \times (\mathbf {u} \times {\dot {\mathbf {u} }})=-\mu [(\mathbf {u} \cdot {\dot {\mathbf {u} }})\mathbf {u} -(\mathbf {u} \cdot \mathbf {u} ){\dot {\mathbf {u} }}]}
(véase producto mixto). Dándose cuenta de que
{\displaystyle \mathbf {u} \cdot \mathbf {u} =|\mathbf {u} |^{2}=1}
{\displaystyle \mathbf {u} \cdot {\dot {\mathbf {u} }}={\frac {1}{2}}(\mathbf {u} \cdot {\dot {\mathbf {u} }}+{\dot {\mathbf {u} }}\cdot \mathbf {u} )={\frac {1}{2}}{\frac {d}{dt}}(\mathbf {u} \cdot \mathbf {u} )=0}
Sustituyendo estos valores en la ecuación anterior, se obtiene:
{\displaystyle {\ddot {\mathbf {r} }}\times \mathbf {H} =\mu {\dot {\mathbf {u} }}}
Integrando ambos lados:
{\displaystyle {\dot {\mathbf {r} }}\times \mathbf {H} =\mu \mathbf {u} +\mathbf {c} }
donde c es un vector constante. Al comparar esto con r se obtiene un resultado interesante:
{\displaystyle \mathbf {r} \cdot ({\dot {\mathbf {r} }}\times \mathbf {H} )=\mathbf {r} \cdot (\mu \mathbf {u} +\mathbf {c} )=\mu \mathbf {r} \cdot \mathbf {u} +\mathbf {r} \cdot \mathbf {c} =\mu r(\mathbf {u} \cdot \mathbf {u} )+rc\cos(\theta )=r(\mu +c\cos(\theta ))}
donde {\displaystyle \theta } es el ángulo entre {\displaystyle \mathbf {r} } y {\displaystyle \mathbf {c} }. Resolviendo para r:
{\displaystyle r={\frac {\mathbf {r} \cdot ({\dot {\mathbf {r} }}\times \mathbf {H} )}{\mu +c\cos(\theta )}}={\frac {(\mathbf {r} \times {\dot {\mathbf {r} }})\cdot \mathbf {H} }{\mu +c\cos(\theta )}}={\frac {|\mathbf {H} |^{2}}{\mu +c\cos(\theta )}}.}
Téngase en cuenta que {\displaystyle (r,\theta )} son efectivamente las coordenadas polares de la función vectorial. Haciendo las sustituciones {\displaystyle p={\frac {|\mathbf {H} |^{2}}{\mu }}} y {\displaystyle e={\frac {c}{\mu }}}, llegamos de nuevo a la ecuación
| {\displaystyle r={\frac {p}{1+e\cdot \cos \theta }}} | \| \| \| \| \| \| \| \| | (13) |
|                                                      |                         |      |
|                                                      |                         |      |

Esta es la ecuación en coordenadas polares de una curva cónica con origen en un punto focal. El argumento {\displaystyle \theta \,} se llama "anomalía verdadera".

### Propiedades de la ecuación de la trayectoria
Para {\displaystyle e\ =\ 0\,}, la curva es una circunferencia con radio p.
Para {\displaystyle 0\ <e\ <\ 1\,}, es una elipse con
| {\displaystyle a={\frac {p}{1-e^{2}}}} | \| \| \| \| \| \| \| \| | (14) |
|                                        |                         |      |
|                                        |                         |      |

| {\displaystyle b={\frac {p}{\sqrt {1-e^{2}}}}=a\cdot {\sqrt {1-e^{2}}}} | \| \| \| \| \| \| \| \| | (15) |
|                                                                         |                         |      |
|                                                                         |                         |      |

Para {\displaystyle e\ =\ 1\,}, se trata de una parábola con longitud focal {\displaystyle {\frac {p}{2}}}
Para {\displaystyle e\ >\ 1\,}, es una hipérbola con
| {\displaystyle a={\frac {p}{e^{2}-1}}} | \| \| \| \| \| \| \| \| | (16) |
|                                        |                         |      |
|                                        |                         |      |

| {\displaystyle b={\frac {p}{\sqrt {e^{2}-1}}}=a\cdot {\sqrt {e^{2}-1}}} | \| \| \| \| \| \| \| \| | (17) |
|                                                                         |                         |      |
|                                                                         |                         |      |

La imagen adjunta ilustra un círculo (gris), una elipse (roja), una parábola (verde) y una hipérbola (azul).

Un diagrama de las diversas formas de la Órbita de Kepler y sus excentricidades. En azul figura una trayectoria hiperbólica (e> 1). En verde aparece una trayectoria parabólica (e = 1). En rojo, una órbita elíptica (0 < e <1), y en gris una órbita circular (e = 0).

El punto en la línea horizontal que sale hacia la derecha desde el punto focal es el punto con {\displaystyle \theta =0\,} para el que la distancia al foco toma el valor mínimo {\displaystyle {\frac {p}{1+e}}}, el pericentro. Para la elipse también hay un apocentro para el que la distancia al foco toma el valor máximo {\displaystyle {\frac {p}{1-e}}}. Para la hipérbola, el rango para {\displaystyle \theta \,} es
{\displaystyle \left[-\cos ^{-1}\left(-{\frac {1}{e}}\right)<\theta <\cos ^{-1}\left(-{\frac {1}{e}}\right)\right]}
y para una parábola el rango es
{\displaystyle \left[-\pi <\theta <\pi \right]}
Usando la regla de la cadena para la diferenciación (5), la ecuación (2) y la definición de p como {\displaystyle {\frac {H^{2}}{\mu }}} se obtiene que la componente de la velocidad radial es
| {\displaystyle V_{r}={\dot {r}}={\frac {H}{p}}\cdot e\cdot \sin \theta ={\sqrt {\frac {\mu }{p}}}\cdot e\cdot \sin \theta } | \| \| \| \| \| \| \| \| | (18) |
| |                         |      |
| |                         |      |

y que la componente transversal (componente de velocidad perpendicular a {\displaystyle V_{r}}) es
| {\displaystyle V_{t}=r\cdot {\dot {\theta }}={\frac {H}{r}}={\sqrt {\frac {\mu }{p}}}\cdot (1+e\cdot \cos \theta )} | \| \| \| \| \| \| \| \| | (19) |
| |                         |      |
| |                         |      |

La conexión entre el argumento polar {\displaystyle \theta \,} y el tiempo t es ligeramente diferente para las órbitas elíptica e hiperbólica.
Para una órbita elíptica, se cambia la "anomalía excéntrica" E para la que
| {\displaystyle x=a\cdot (\cos E-e)} | \| \| \| \| \| \| \| \| | (20) |
|                                     |                         |      |
|                                     |                         |      |

| {\displaystyle y=b\cdot \sin E} | \| \| \| \| \| \| \| \| | (21) |
|                                 |                         |      |
|                                 |                         |      |

y consecuentemente
| {\displaystyle {\dot {x}}=-a\cdot \sin E\cdot {\dot {E}}} | \| \| \| \| \| \| \| \| | (22) |
|                                                           |                         |      |
|                                                           |                         |      |

| {\displaystyle {\dot {y}}=b\cdot \cos E\cdot {\dot {E}}} | \| \| \| \| \| \| \| \| | (23) |
|                                                          |                         |      |
|                                                          |                         |      |

y el momento angular H es
| {\displaystyle H=x\cdot {\dot {y}}-y\cdot {\dot {x}}=a\cdot b\cdot (1-e\cdot \cos E)\cdot {\dot {E}}} | \| \| \| \| \| \| \| \| | (24) |
| |                         |      |
| |                         |      |

Integrando con respecto al tiempo t se obtiene
| {\displaystyle H\cdot t=a\cdot b\cdot (E-e\cdot \sin E)} | \| \| \| \| \| \| \| \| | (25) |
|                                                          |                         |      |
|                                                          |                         |      |

bajo la suposición de que el tiempo {\displaystyle t=0} se selecciona de modo que la constante de integración sea cero.
Como por definición de p se tiene que
| {\displaystyle H={\sqrt {\mu \cdot p}}} | \| \| \| \| \| \| \| \| | (26) |
|                                         |                         |      |
|                                         |                         |      |

esto puede ser escrito como
| {\displaystyle t=a\cdot {\sqrt {\frac {a}{\mu }}}(E-e\cdot \sin E)} | \| \| \| \| \| \| \| \| | (27) |
|                                                                     |                         |      |
|                                                                     |                         |      |

En el caso de una órbita hiperbólica se usan funciones hiperbólicas para su parametrización
| {\displaystyle x=a\cdot (e-\cosh E)} | \| \| \| \| \| \| \| \| | (28) |
|                                      |                         |      |
|                                      |                         |      |

| {\displaystyle y=b\cdot \sinh E} | \| \| \| \| \| \| \| \| | (29) |
|                                  |                         |      |
|                                  |                         |      |

para lo que se obtiene
| {\displaystyle {\dot {x}}=-a\cdot \sinh E\cdot {\dot {E}}} | \| \| \| \| \| \| \| \| | (30) |
|                                                            |                         |      |
|                                                            |                         |      |

| {\displaystyle {\dot {y}}=b\cdot \cosh E\cdot {\dot {E}}} | \| \| \| \| \| \| \| \| | (31) |
|                                                           |                         |      |
|                                                           |                         |      |

y el momento angular H es
| {\displaystyle H=x\cdot {\dot {y}}-y\cdot {\dot {x}}=a\cdot b\cdot (e\cdot \cosh E-1)\cdot {\dot {E}}} | \| \| \| \| \| \| \| \| | (32) |
| |                         |      |
| |                         |      |

Integrando con respecto al tiempo t se obtiene
| {\displaystyle H\cdot t=a\cdot b\cdot (e\cdot \sinh E-E)} | \| \| \| \| \| \| \| \| | (33) |
|                                                           |                         |      |
|                                                           |                         |      |

es decir
| {\displaystyle t=a\cdot {\sqrt {\frac {a}{\mu }}}(e\cdot \sinh E-E)} | \| \| \| \| \| \| \| \| | (34) |
|                                                                      |                         |      |
|                                                                      |                         |      |

Para encontrar qué instante t corresponde a una cierta anomalía verdadera {\displaystyle \theta \,} se calcula el parámetro correspondiente E ligado al tiempo por la relación (27) para una órbita elíptica y con relación a (34) para una órbita hiperbólica.
Téngase en cuenta que las relaciones (27) y (34) definen una aplicación entre los rangos
{\displaystyle \left[-\infty <t<\infty \right]\longleftrightarrow \left[-\infty <E<\infty \right]}

## Algunas fórmulas adicionales
Para una "órbita elíptica" se obtiene de (20) y (21) que
| {\displaystyle r=a\cdot (1-e\cdot \cos E)} | \| \| \| \| \| \| \| \| | (35) |
|                                            |                         |      |
|                                            |                         |      |

y por lo tanto
| {\displaystyle \cos \theta ={\frac {x}{r}}={\frac {\cos E-e}{1-e\cdot \cos E}}} | \| \| \| \| \| \| \| \| | (36) |
|                                                                                 |                         |      |
|                                                                                 |                         |      |

De (36) se sigue que
{\displaystyle \tan ^{2}{\frac {\theta }{2}}={\frac {1-\cos \theta }{1+\cos \theta }}={\frac {1-{\frac {\cos E-e}{1-e\cdot \cos E}}}{1+{\frac {\cos E-e}{1-e\cdot \cos E}}}}={\frac {1-e\cdot \cos E-\cos E+e}{1-e\cdot \cos E+\cos E-e}}={\frac {1+e}{1-e}}\ \cdot \ {\frac {1-\cos E}{1+\cos E}}={\frac {1+e}{1-e}}\ \cdot \ \tan ^{2}{\frac {E}{2}}}
A partir de la construcción geométrica que define la anomalía excéntrica, está claro que los vectores {\displaystyle (\ \cos E\ ,\ \sin E\ )} y
{\displaystyle (\ \cos \theta \ ,\ \sin \theta \ )} están en el mismo lado del eje x. De esto se deduce que los vectores
{\displaystyle \left(\cos {\frac {E}{2}}\ ,\ \sin {\frac {E}{2}}\right)} y {\displaystyle \left(\cos {\frac {\theta }{2}}\ ,\ \sin {\frac {\theta }{2}}\right)} están en el mismo cuadrante. Por lo tanto, se tiene que
| {\displaystyle \tan {\frac {\theta }{2}}={\sqrt {\frac {1+e}{1-e}}}\cdot \tan {\frac {E}{2}}} | \| \| \| \| \| \| \| \| | (37) |
|                                                                                               |                         |      |
|                                                                                               |                         |      |

y que
| {\displaystyle \theta =2\cdot \operatorname {arg} \left({\sqrt {1-e}}\ \cdot \ \cos {\frac {E}{2}}\ ,\ {\sqrt {1+e}}\ \cdot \ \sin {\frac {E}{2}}\right)+n\cdot 2\pi } | \| \| \| \| \| \| \| \| | (38) |
| |                         |      |
| |                         |      |

| {\displaystyle E=2\cdot \operatorname {arg} \left({\sqrt {1+e}}\ \cdot \ \cos {\frac {\theta }{2}}\ ,\ {\sqrt {1-e}}\ \cdot \ \sin {\frac {\theta }{2}}\right)+n\cdot 2\pi } | \| \| \| \| \| \| \| \| | (39) |
| |                         |      |
| |                         |      |

donde "{\displaystyle \operatorname {arg} (x\ ,\ y)}" es el argumento polar del vector {\displaystyle (\ x\ ,\ y\ )} y n se selecciona de tal manera que {\displaystyle \left|E-\theta \right|<\pi }
Para el cálculo numérico de {\displaystyle \operatorname {arg} (x\ ,\ y)}, se utiluza la función estándar ATAN2(y,x)
(o en formato en coma flotante de doble precisión DATAN2 (y, x)) disponible, por ejemplo, en el lenguaje de programación FORTRAN.
Téngase en cuenta que la ecuación representa una aplicación entre los rangos
{\displaystyle \left[-\infty <\theta <\infty \right]\longleftrightarrow \left[-\infty <E<\infty \right]}
Para una "órbita hiperbólica" se obtiene de (28) y de (29) que
| {\displaystyle r=a\cdot (e\cdot \cosh E-1)} | \| \| \| \| \| \| \| \| | (40) |
|                                             |                         |      |
|                                             |                         |      |

y por lo tanto
| {\displaystyle \cos \theta ={\frac {x}{r}}={\frac {e-\cosh E}{e\cdot \cosh E-1}}} | \| \| \| \| \| \| \| \| | (41) |
|                                                                                   |                         |      |
|                                                                                   |                         |      |

Como
{\displaystyle \tan ^{2}{\frac {\theta }{2}}={\frac {1-\cos \theta }{1+\cos \theta }}={\frac {1-{\frac {e-\cosh E}{e\cdot \cosh E-1}}}{1+{\frac {e-\cosh E}{e\cdot \cosh E-1}}}}={\frac {e\cdot \cosh E-e+\cosh E}{e\cdot \cosh E+e-\cosh E}}={\frac {e+1}{e-1}}\ \cdot \ {\frac {\cosh E-1}{\cosh E+1}}={\frac {e+1}{e-1}}\ \cdot \ \tanh ^{2}{\frac {E}{2}}}
y como {\displaystyle \tan {\frac {\theta }{2}}} y {\displaystyle \tanh {\frac {E}{2}}} tienen el mismo signo, se deduce que
| {\displaystyle \tan {\frac {\theta }{2}}={\sqrt {\frac {e+1}{e-1}}}\cdot \tanh {\frac {E}{2}}} | \| \| \| \| \| \| \| \| | (42) |
|                                                                                                |                         |      |
|                                                                                                |                         |      |

Esta relación es conveniente para pasar de una "anomalía verdadera" a un parámetro E, estando este último conectado al tiempo a través de la relación (34). Téngase en cuenta que la ecuación representa una aplicación entre los rangos
{\displaystyle \left[-\cos ^{-1}\left(-{\frac {1}{e}}\right)<\theta <\cos ^{-1}\left(-{\frac {1}{e}}\right)\right]\longleftrightarrow \left[-\infty <E<\infty \right]}
y que {\displaystyle {\frac {E}{2}}} se puede calcular usando la relación
{\displaystyle \tanh ^{-1}x={\frac {1}{2}}\ln \left({\frac {1+x}{1-x}}\right)}
De la relación (27) sigue que el período orbital P para una órbita elíptica es
| {\displaystyle P=2\pi \cdot a\cdot {\sqrt {\frac {a}{\mu }}}} | \| \| \| \| \| \| \| \| | (43) |
|                                                               |                         |      |
|                                                               |                         |      |

Como la energía potencial correspondiente al campo de fuerza de relación (1) es
{\displaystyle -{\frac {\mu }{r}}}
se deduce de (13), (14), (18) y (19) que la suma de la energía cinética y potencial
{\displaystyle {\frac {{V_{r}}^{2}+{V_{t}}^{2}}{2}}-{\frac {\mu }{r}}}
para una órbita elíptica es
| {\displaystyle -{\frac {\mu }{2\cdot a}}} | \| \| \| \| \| \| \| \| | (44) |
|                                           |                         |      |
|                                           |                         |      |

y de (13), (16), (18) y (19) que la suma de la energía cinética y potencial para una órbita hiperbólica es
| {\displaystyle {\frac {\mu }{2\cdot a}}} | \| \| \| \| \| \| \| \| | (45) |
|                                          |                         |      |
|                                          |                         |      |

Respecto al sistema de coordenadas inerciales
{\displaystyle {\hat {x}}\ ,\ {\hat {y}}}
en el plano orbital con {\displaystyle {\hat {x}}} hacia el pericentro se obtiene de (18) y (19) que los componentes de velocidad son
| {\displaystyle V_{x}=\cos \theta \cdot V_{r}-\sin \theta \cdot V_{t}=-{\sqrt {\frac {\mu }{p}}}\cdot \sin \theta } | \| \| \| \| \| \| \| \| | (46) |
| |                         |      |
| |                         |      |

| {\displaystyle V_{y}=\sin \theta \cdot V_{r}+\cos \theta \cdot V_{t}={\sqrt {\frac {\mu }{p}}}\cdot (e+\cos \theta )} | \| \| \| \| \| \| \| \| | (47) |
| |                         |      |
| |                         |      |

(Véase también Ecuación del centro)
La Ecuación del centro relaciona la anomalía media con la anomalía verdadera para órbitas elípticas, con una excentricidad numérica pequeña.

## Determinación de la órbita de Kepler que corresponde a un estado inicial dado
Este es el "problema de valor inicial" para la ecuación diferencial (1) que es una ecuación de primer orden para el vector de estado de seis dimensiones {\displaystyle (\ {\bar {r}}\ ,{\bar {v}}\ )} cuando se escribe como
| {\displaystyle {\dot {\bar {v}}}=-\mu \cdot {\frac {\hat {r}}{r^{2}}}} | \| \| \| \| \| \| \| \| | (48) |
|                                                                        |                         |      |
|                                                                        |                         |      |

| {\displaystyle {\dot {\bar {r}}}={\bar {v}}} | \| \| \| \| \| \| \| \| | (49) |
|                                              |                         |      |
|                                              |                         |      |

Para cualquier valor del vector de estado inicial {\displaystyle (\ {\bar {r_{0}}}\ ,{\bar {v_{0}}}\ )}, la órbita de Kepler correspondiente a la solución de este problema de valor inicial se puede encontrar con el siguiente algoritmo:
Defínanse los vectores unitarios ortogonales {\displaystyle ({\hat {r}}\ ,\ {\hat {t}})} a través de
| {\displaystyle {\bar {r_{0}}}=r\cdot {\hat {r}}} | \| \| \| \| \| \| \| \| | (50) |
|                                                  |                         |      |
|                                                  |                         |      |

| {\displaystyle {\bar {v_{0}}}=V_{r}\cdot {\hat {r}}+V_{t}\cdot {\hat {t}}} | \| \| \| \| \| \| \| \| | (51) |
|                                                                            |                         |      |
|                                                                            |                         |      |

con {\displaystyle r>0} y {\displaystyle V_{t}>0}
Desde (13), (18) y (19) se puede establecer
| {\displaystyle p={\frac {{(r\cdot V_{t})}^{2}}{\mu }}} | \| \| \| \| \| \| \| \| | (52) |
|                                                        |                         |      |
|                                                        |                         |      |

y definiendo {\displaystyle e\geq 0} and {\displaystyle \theta } de forma que
| {\displaystyle e\cdot \cos \theta ={\frac {V_{t}}{V_{0}}}-1} | \| \| \| \| \| \| \| \| | (53) |
|                                                              |                         |      |
|                                                              |                         |      |

| {\displaystyle e\cdot \sin \theta ={\frac {V_{r}}{V_{0}}}} | \| \| \| \| \| \| \| \| | (54) |
|                                                            |                         |      |
|                                                            |                         |      |

donde
| {\displaystyle V_{0}={\sqrt {\frac {\mu }{p}}}} | \| \| \| \| \| \| \| \| | (55) |
|                                                 |                         |      |
|                                                 |                         |      |

se obtiene una órbita de Kepler que para la verdadera anomalía {\displaystyle \theta } tiene los mismos valores r, {\displaystyle V_{r}} y {\displaystyle V_{t}} que los definidos por (50) y (51).
Si esta órbita de Kepler también tiene los mismos vectores {\displaystyle ({\hat {r}}\ ,\ {\hat {t}})} para esta anomalía verdadera {\displaystyle \theta } que los definidos por (50) y (51), el vector de estado {\displaystyle ({\bar {r}}\ ,\ {\bar {v}})} de la órbita de Kepler toma los valores deseados {\displaystyle (\ {\bar {r_{0}}}\ ,{\bar {v_{0}}}\ )} para la anomalía verdadera {\displaystyle \theta }.
El sistema de coordenadas estándar inercialmente fijo {\displaystyle ({\hat {x}}\ ,\ {\hat {y}})} en el plano orbital (con {\displaystyle {\hat {x}}} dirigido desde el centro de la esfera homogénea al perímetro) que define la orientación de la sección cónica (elipse, parábola o hipérbola) puede determinarse entonces con la relación
| {\displaystyle {\hat {x}}=\cos \theta \cdot {\hat {r}}-\sin \theta \cdot {\hat {t}}} | \| \| \| \| \| \| \| \| | (56) |
|                                                                                      |                         |      |
|                                                                                      |                         |      |

| {\displaystyle {\hat {y}}=\sin \theta \cdot {\hat {r}}+\cos \theta \cdot {\hat {t}}} | \| \| \| \| \| \| \| \| | (57) |
|                                                                                      |                         |      |
|                                                                                      |                         |      |

Téngase en cuenta que las relaciones (53) y (54) presentan una singularidad cuando {\displaystyle V_{r}=0} y
{\displaystyle V_{t}=V_{0}={\sqrt {\frac {\mu }{p}}}={\sqrt {\frac {\mu }{\frac {{(r\cdot V_{t})}^{2}}{\mu }}}}}
es decir
| {\displaystyle V_{t}={\sqrt {\frac {\mu }{r}}}} | \| \| \| \| \| \| \| \| | (58) |
|                                                 |                         |      |
|                                                 |                         |      |

que es el caso de una órbita circular que se ajusta al estado inicial {\displaystyle (\ {\bar {r_{0}}}\ ,{\bar {v_{0}}}\ )}.

## La órbita de Kepler osculante
Para cualquier vector de estado {\displaystyle ({\bar {r}},{\bar {v}})}, la órbita de Kepler correspondiente a este estado se puede calcular con el algoritmo definido anteriormente.
Primero, los parámetros {\displaystyle p,e,\theta } se determinan a partir de {\displaystyle r,V_{r},V_{t}} y luego
los vectores unitarios ortogonales en el plano orbital {\displaystyle {\hat {x}},{\hat {y}}} usando las relaciones (56) y (57).
Si ahora la ecuación del movimiento es
| {\displaystyle {\ddot {\bar {r}}}=\operatorname {\bar {F}} ({\bar {r}},{\dot {\bar {r}}},t)} | \| \| \| \| \| \| \| \| | (59) |
|                                                                                              |                         |      |
|                                                                                              |                         |      |

donde
{\displaystyle \operatorname {\bar {F}} ({\bar {r}},{\dot {\bar {r}}},t)}
es una función diferente a
{\displaystyle -\mu \cdot {\frac {\hat {r}}{r^{2}}}}
los parámetros resultantes
{\displaystyle p,\,e,\,\theta ,\,{\hat {x}},\,{\hat {y}}}
definido por {\displaystyle {\bar {r}},{\dot {\bar {r}}}} todos ellos variarán con el tiempo en comparación con el caso de una órbita de Kepler, para la que solo variará el parámetro {\displaystyle \theta }.
La órbita de Kepler calculada de esta manera con el mismo vector de estado que la solución para la "ecuación del movimiento" (59) en el momento t se dice que es "osculante" en este momento.
Este concepto es útil, por ejemplo, en el caso de que
{\displaystyle \operatorname {\bar {F}} ({\bar {r}},{\dot {\bar {r}}},t)=-\mu \cdot {\frac {\hat {r}}{r^{2}}}+\operatorname {\bar {f}} ({\bar {r}},{\dot {\bar {r}}},t)}
donde
{\displaystyle \operatorname {\bar {f}} ({\bar {r}},{\dot {\bar {r}}},t)}
es una pequeña "fuerza perturbadora" debido, por ejemplo, a un leve tirón gravitacional de otros cuerpos celestes. Los parámetros de la órbita de Kepler osculante solo cambiarán lentamente y la órbita de Kepler osculante es una buena aproximación a la órbita real durante un período de tiempo considerable antes y después del momento de la osculación.
Este concepto también puede ser útil para un cohete durante un vuelo propulsado, ya que permite saber en qué órbita de Kepler se situará el cohete una vez que el empuje se desconecte.
Para una órbita "cercana a la circular", el concepto "vector de excentricidad" definido como {\displaystyle {\bar {e}}=e\cdot {\hat {x}}} es útil. De (53), (54) y (56) se sigue que
| {\displaystyle {\bar {e}}={\frac {(V_{t}-V_{0})\cdot {\hat {r}}-V_{r}\cdot {\hat {t}}}{V_{0}}}} | \| \| \| \| \| \| \| \| | (60) |
|                                                                                                 |                         |      |
|                                                                                                 |                         |      |

Es decir, {\displaystyle {\bar {e}}} es una función suave diferenciable del vector de estado {\displaystyle ({\bar {r}},{\bar {v}})} incluso si su vector de estado se corresponde con el de una órbita circular.